# FC Lisse
Actualités

Le FC Lisse, fondé en 1981 est un club de football de la ville néerlandaise de Lisse dans le Bollenstreek et joue actuellement en Derde Divisie B. Le néerlandais Niek Oosterlee est l'entraineur depuis janvier 2025.